# ウェールデ空軍基地
ウェールデ空軍基地（オランダ語: Vliegveld Weelde）は、ベルギー王国アントウェルペン州ウェールデに所在する軍用飛行場。北大西洋条約機構の予備飛行場として使用されている。

## 歴史
飛行場は冷戦時代の1953年にラフェルス基礎自治体から土地を購入し建設され、ベルギー空軍の管理下にあり飛行学生の教育のために使用されている。他に、例えば退役したF-16戦闘機のように保管されるために飛来した航空機がある。
飛行場はジェネアビ用途に開放されグライダー・クラブ「ケンピッシェ・エアロ・クラブ（Kempische Aero Club）」などが本拠地として使用している。

## 配置部隊
- 飛行教育隊[2]